# Pacte avec le Diable (film, 2004)
Pour les articles homonymes, voir Pacte avec le Diable (homonymie).
Pour plus de détails, voir Fiche technique et Distribution.
Pacte avec le Diable (titre original : Dorian) est un film fantastique britannico-canadien réalisé par Allan A. Goldstein, sorti directement en vidéo en 2004.
Il s'agit d'une adaptation du roman Le Portrait de Dorian Gray d'Oscar Wilde.

## Synopsis
Un photographe prénommé Louis devient mannequin sous les conseils d'un certain Henry Wooten. Sous un nouveau nom, Dorian, le garçon rencontrera un vif succès. Mais ce succès va l'amener jusqu'à vouloir garder cette éternelle jeunesse toute sa vie. Il est prêt à tout, même au pire.

## Fiche technique
- Titre original : Dorian / Pact with the Devil
- Titre français : Pacte avec le Diable
- Réalisateur : Allan A. Goldstein
- Scénario : Allan A. Goldstein
- Musique : Larry Cohen
- Genre : Fantastique, thriller
- Durée : 95 minutes
- Sortie : 2004

## Distribution
- Malcolm McDowell (VF : Jean-Pierre Leroux) : Henry Wooten
- Jennifer Nitsch : Bae
- Christoph Waltz : Rolf Steiner
- Ethan Erickson : Louis / Dorian Gray
- Victoria Sanchez : Mariella Steiner
- Ron Lea (VF : Alain Choquet) : inspecteur Giatti
- Karen Cliche  : Christine
- Amy Sloan : Sybil
- Carl Alacchi : James
- Bronwen Booth : Trina
- Ellen David : Diana Baker
- Henri Pardo : policier sur la scène de crime
- Daniela Ferrera : Femme #1 dans le loft de Dorian
- Jane McLean : Femme #2 dans le loft de Dorian